# Michel Nédélec
Michel Nédélec (Plougastel-Daoulas, 7 de març de 1940) va ser un ciclista francès que fou professional entre 1962 i 1967. Durant la seva carrera professional aconseguí 3 victòries.

## Palmarès
- 1963
  - Vencedor d'una etapa del Tour de l'Oise
- 1964
  - 1r a la Bordeus-París
- 1965
  -  Campió de França de persecució

### Resultats al Tour de França
- 1964. Abandona (5a etapa)
- 1965. Abandona (6a etapa)